# گیل فیشر
گیل فیشر (انگلیسی: Gail Fisher؛ ۱۸ اوت ۱۹۳۵ – ۲ دسامبر ۲۰۰۰) یک هنرپیشه اهل ایالات متحده آمریکا بود. وی بین سال‌های ۱۹۵۹ تا ۱۹۹۰ میلادی فعالیت می‌کرد.